# 清水信人
清水 信人（しみず のぶひと、1934年8月11日 - ）は、日本の経営者。

## 経歴
新潟県出身。1959年に中央大学経済学部を卒業し、同年に西武鉄道に入社。1989年から1994年までに西武ライオンズの球団代表も務め、土井正博コーチの不祥事の処理にあたった。
エフエム埼玉取締役、西武不動産顧問なども歴任した。